# Vladislao Cap
Vladislao Cap, né le 5 juillet 1934 à Avellaneda (Argentine) et mort le 14 septembre 1982, est un footballeur international et entraîneur argentin.
Défenseur sélectionné pour la Coupe du monde 1962, il dirige à son tour l'équipe nationale à la Coupe du monde 1974.

## Carrière
Issu de descendants polonais et hongrois, ce qui lui vaudra d'être surnommé El Polaco, Vladislao Wenceslao Cap commence sa carrière de footballeur à Arsenal de Lavallol puis Quilmes, avant de rejoindre le grand Racing Club en 1954, où il reste sept ans et remporte le championnat d'Argentine en 1958. Milieu de terrain, il fait alors ses débuts en sélection avec laquelle il remporte notamment la Copa América en 1959 comme titulaire.
En 1961 il quitte le Racing pour Huracán puis signe à River Plate où il devient défenseur. En 1962, il est sélectionné pour la Coupe du monde au cours de laquelle il dispute deux matchs, qui s'achèvent par l'élimination prématurée de la sélection. Après un passage par le Vélez Sarsfield en 1966, il s'expatrie au Pérou au Porvenir Miraflores en 1967. Il met un terme à sa carrière de joueur après cette expérience à l'étranger.
En 1968, Vladislao Cap entame sa carrière d'entraîneur à Ferro Carril Oeste, dont il ne peut empêcher la relégation, puis enchaîne les responsabilités à Chacarita Juniors, Independiente, avec lequel il remporte le Metropolitano 1971, et au Deportivo de Cali en Colombie. En 1974, il remplace Omar Sívori à la tête de la sélection argentine pour la Coupe du monde en Allemagne, avec José Varacka. Les performances piteuses des Argentins conduisent au départ de Cap.
En 1978, il fait son retour comme entraîneur en Équateur, à la LDU Quito, puis au Junior en Colombie. En 1980 il fait son retour en Argentine sur le banc de Platense. Début 1982, il signe à Boca Juniors où il fait d'abord de bons débuts avant que sa situation ne se détériore. Le 11 mai, il fait scandale en étant le premier entraîneur à quitter le club boquense pour son grand rival de River Plate. Il meurt en septembre de la même année, à 48 ans, victime d'un cancer.